# Rosalia ferriei
Rosalia ferriei är en skalbaggsart som beskrevs av André Vuillet 1911. Rosalia ferriei ingår i släktet Rosalia och familjen långhorningar. Inga underarter finns listade i Catalogue of Life.